# Arctiina
Arctiina es un lignano que se encuentra en muchas plantas de la familia Asteraceae, en particular la bardana (Arctium lappa ) y Centaurea imperialis y en Trachelospermum asiaticum, Saussurea heteromalla y Forsythia viridissima. Es el glucósido de arctigenina.
Arctiina y arctigenina han demostrado efectos anticancerígenos. 